# تپه سه گردان
{{جعبه اطلاعات جای‌های تاریخی ایران
| نام              = تپه سه گردان
| روی‌نقشه          = آری
| عرض‌جغرافیایی     =
| طول‌جغرافیایی     =
| تصویر            =File:تپه سه گرد یادگاری از دورهای باستانی ماد و اشکانی و ساسانی.jpg
| اندازه تصویر     = 250
| عنوان تصویر      =
| استان            = استان آذربایجان غربی
| شهرستان          = [[شهرستان بوکان]]
| بخش              =
| نام محلی         =
| نام‌های دیگر      =
| نام‌های قدیمی     =
| نوع بنا          =
| سال‌های مرمت      =
| کاربری           = تپه
| کاربری کنونی     = آثار باستانی 
| دیرینگی          = دوران پیش از تاریخ ایران باستان
| شماره ثبت        = ۶۰۴
| تاریخ ثبت ملی    = ۱۶ دی ۱۳۴۵
| دوره ساخت اثر    = دوران پیش از تاریخ ایران باستان
| بانی اثر         =
| مالک اثر         =
| مالک فعلی اثر    =
| شماره ثبت یونسکو =
| تاریخ ثبت یونسکو =
| امکان بازدید     =
| شماره تلفن       =
| وبگاه            =
| پانویس           =
}}تپه سه گردان مربوط به دوران پیش از تاریخ ایران باستان است و در ۸۰ کیلومتری شمال بوکان (آذربایجان غربی) واقع شده و این اثر در تاریخ ۱۶ دی ۱۳۴۵ با شمارهٔ ثبت ۶۰۴ به‌عنوان یکی از آثار ملی ایران به ثبت رسیده است.